# کتابخانه لاتین
کتابخانهٔ لاتین (به انگلیسی: The Latin Library) وبگاهی است که نوشتارهایی به زبان لاتین و با مالکیت عمومی را گرد آورده‌است. این وبگاه را ویلیام کری (به انگلیسی: William L. Carey)، استاد زبان لاتین و حقوق رومی در دانشگاه جورج میسون، اداره می‌کند. نوشتارهای این وبگاه - که از منابع گوناگونی گرفته شده‌اند، نه مناسبِ اهدافِ پژوهشی هستند، و نه جایگزینی برای ویراست‌های نقدگرایانه؛ و چه‌بسا اشتباهاتی داشته باشند. هیچ‌گونه ترجمه‌ای در این وبگاه نیست.